# 彭清華
彭 清華（ほう せいか、1957年4月 - ）は、中華人民共和国の官僚、政治家。湖北省大冶市出身。現職は四川省人民代表大会常務委員会主任。元中国共産党四川省委員会書記。

## 経歴
1957年4月、湖北省大冶市で生まれる。文化大革命の1974年より大冶市の人民公社で知識青年として労働に従事。1983年に北京大学哲学系哲学科を卒業後、同年、中国共産党中央組織部に入部。以後、党政外事幹部局、地方幹部局幹事、秘書、党建研究所責任者、副所長、所長、研究室主任、政策法規局局長、幹部一局局長、部務委員を歴任した。
2003年12月、中央政府駐香港連絡弁公室副主任に転出。2009年5月、主任に昇格。
2012年12月19日、中国共産党中央委員会は彭清華を広西チワン族自治区党委書記に任命した。2013年1月、広西チワン族自治区人民代表大会常務委員会主任に当選し、同年5月、広西軍区党委第一書記を担当した。
2018年3月、王東明の後任として、中国共産党四川省委員会書記に任命された。2019年1月には同省人代常務委員会主任を兼務する。2019年1月14日、広西チワン族自治区第13回人民代表大会常務委員会第7回会議は、彭清華が仕事の変動で自治区人民代表大会常務委員会主任職を辞任するという要請を受けた。